# Edgewood (Texas)
Edgewood è una città degli Stati Uniti d'America, situata nello Stato del Texas, nella Contea di Van Zandt.